# Jose Kaimlett
Jose Kaimlett (Palackattumala, 5 de maio de 1941 - 27 de junio de 2018) fue un sacerdote y misionero católico indiano, fundador en 1984 de la sociedad de vida apostólica Heraldos de la Buena Nueva.

## Biografía
Nacido en  Palackattumala en 1941, completó su educación primaria en su pueblo y la secundaria en el Instituto San Francisco de Marangattupilly. Tras estos estudios, se unió a la diócesis misionera de Vijayawada y fue ordenado sacerdote en 1966. En 1969, fue nombrado párroco de Bhimavaram Oeste. En 1978, fue enviado a Roma, donde obtuvo un doctorado en derecho canónico en 1981.
A su regreso de Roma en 1984, fundó los Heraldos de la Buena Nueva, en 1992 las Hermanas de la Buena Nueva y en 2003 los Misioneros de la Compasión. Falleció en 2018;